# Vitalisme
 (juin 2021).
- Si vous ne connaissez pas le sujet, laissez ce bandeau (vous pouvez alors contacter les auteurs).
- Si vous supprimez le contenu mis en cause (vous pouvez préalablement contacter les auteurs),

argumentez précisément cette suppression dans la page de discussion
(un manque de référence n'est pas un argument ; une recherche réelle de référence doit avoir été effectuée, être formellement documentée).
 (juin 2021).
Si vous disposez d'ouvrages ou d'articles de référence ou si vous connaissez des sites web de qualité traitant du thème abordé ici, merci de compléter l'article en donnant les références utiles à sa vérifiabilité et en les liant à la section « Notes et références ».
Le vitalisme est une tradition philosophique pour laquelle le vivant n'est pas réductible aux lois physico-chimiques. Elle envisage la vie comme de la matière animée d'un principe ou force vitale, en latin vis vitalis, qui s'ajouterait pour les êtres vivants aux lois de la matière. Selon cette conception, cette force vitale serait une cause mystérieuse et unique censée être capable d'insuffler la vie à la matière ou de former in vivo des composés comme l'acide acétique ou l'éthanol.
Le vitalisme s’oppose au « mécanisme », voire au « machinisme[réf. nécessaire] », qui réduisent les êtres vivants à des composés de matière, à l’instar d’une machine ou d’un robot. Le mécanisme est aujourd’hui la vision dominante dans les sciences physiques.
En biologie, ce cadre théorique revient régulièrement dans l'histoire des sciences. Le terme désigne parfois la vision philosophique défendue autrefois par l'école de Montpellier.

## Vitalisme et animisme
S'il s'oppose au mécanisme (Démocrite, Descartes, Cabanis, Félix Le Dantec), le vitalisme (Paul-Joseph Barthez, Henri Bergson, Ludwig Klages, Hans Driesch, Georges Canguilhem, André Pichot) ne doit pas être pour autant confondu avec l'animisme (Stahl) : l'animiste ne se contente pas de subordonner la matière à la vie, il soumet la matière à la vie et la vie à la pensée. Les philosophes d'inspiration vitaliste considèrent au contraire l'activité intellectuelle comme fondamentalement subordonnée à la « vie »[réf. souhaitée].

## Définition
Selon le philosophe André Lalande, le vitalisme est une « doctrine d'après laquelle il existe en chaque être vivant un "principe vital", distinct à la fois de l'âme pensante et des propriétés physico-chimiques du corps, gouvernant les phénomènes de la vie ».

## Histoire et déclin du vitalisme

### Renaissance et modernité
Vers la fin de la Renaissance, indissociable de la révolution scientifique, le vitalisme réapparaît. Le retour au rationalisme scientifique relance la recherche, philosophique tout d'abord, sur l'origine, le principe et le dessein de la vie. C'est à ce moment que le vitalisme et le mécanisme vont se formaliser et les théories s'opposer.
Dans une lettre au marquis de Newcastle, René Descartes pose les bases du mécanisme :

« Je sais bien que les bêtes font beaucoup de choses mieux que nous, mais je ne m'en étonne pas ; car cela sert même à prouver qu'elles agissent naturellement et par ressort, ainsi qu'une horloge, laquelle montre bien mieux l'heure qu'il est que notre jugement ne nous l'enseigne. »

La comparaison des animaux et de l'horloge est doublement importante. D'une part, la vie animale est réduite à une somme de processus mécaniques qui, bien qu'incompris, ne doivent rien au surnaturel ou au spirituel. D'autre part, cette conception de l'animalité trace une frontière très forte entre l'animal déterminé par la nature et l'homme libre par l'esprit. Ainsi, l'homme et l'animal sont, par essence, irréductibles à un principe vital commun.
Il est admis que Paul-Joseph Barthez est l'instigateur de la doctrine vitaliste. À l'origine, cette théorie est surtout une réfutation de celle de Théophile de Bordeu qui considérait les organismes complexes comme un agrégat de plusieurs formes de vie distinctes. Selon ce médecin de Montpellier, chaque glande était douée d'une « vie propre », liée à une sensibilité et une motricité relative. Cette conception de la vie s'apparente d'ailleurs en certains points à la conception aristotélicienne de la vie, c'est-à-dire une vie divisible selon ses attributs : croissance, sensibilité, locomotion et intelligence. Contre Bordeu, Barthez pose donc l'existence d'un principe vital supérieur englobant toutes ces subdivisions, ce qui donnera naissance au vitalisme. C'est ainsi qu'il écrit, dans Nouveaux éléments de la science de l'homme (1778) :

« J'appelle principe vital de l'homme la cause qui produit tous les phénomènes de la vie dans le corps humain. Le nom de cette cause est assez indifférent et peut être pris à volonté. Si je préfère celui de principe vital, c'est qu'il présente une idée moins limitée que le nom d'impetum faciens, que lui donnait Hippocrate, ou autres noms par lesquels on a désigné la cause des fonctions de la vie. »

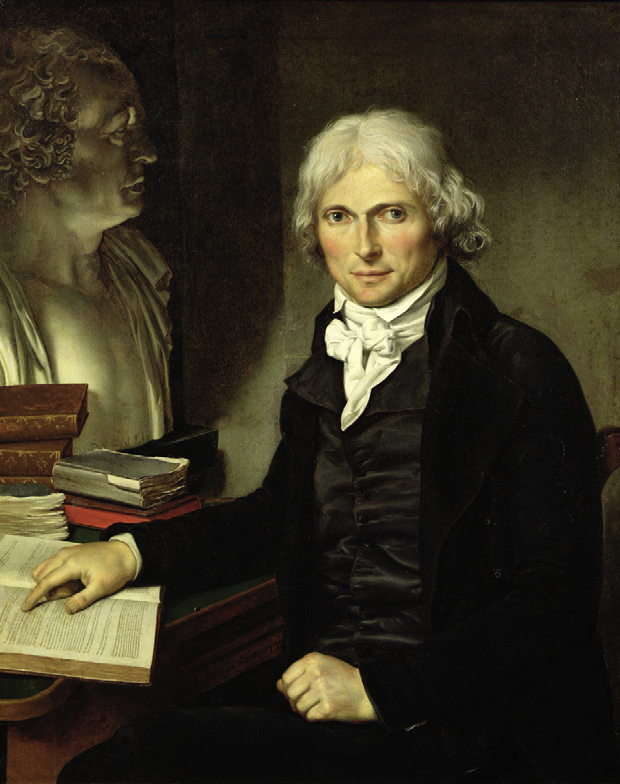
Xavier Bichat.

À l'époque, le mérite principal du vitalisme est de redonner son sens et son originalité à la vie, réduite à l'extrême depuis Descartes et la conception mécaniste de la vie qu'il a imposée en assimilant la vie organique à un automate infiniment compliqué, mais régi par les lois de la matière inanimée. La théorie de Barthez sera reprise par Xavier Bichat qui enracine le vitalisme dans une authentique démarche scientifique. Il considère la vie comme « l'ensemble des fonctions qui s'opposent à la mort » et sur la base d'une analyse fine de ces fonctions, il pose que le principe vital, qui sous-tend toutes les opérations de la vie, est une résistance à la mort, entendue comme altération des objets physiques. Il y aurait donc une contradiction manifeste, un conflit pourrait-on dire, entre les dynamiques de la matière (qui vont dans le sens de la dégradation) et celles de la vie (qui vont dans le sens de la conservation). Cette cohérence théorique appuiera le succès du vitalisme dans l'opinion.
Jean-Baptiste de Lamarck, plus connu pour sa théorie transformiste et sa monumentale œuvre de naturaliste, s'oppose plus tard sur le plan scientifique au vitalisme et milite activement pour la réduction de la vie à des phénomènes physico-chimiques[réf. nécessaire]. Quant à Claude Bernard, il critique le vitalisme pour son incompatibilité avec les méthodes expérimentales qui, seules, donnent une valeur scientifique aux théories soutenues dans le domaine des sciences de la nature (Introduction à l'étude de la médecine expérimentale).

### Déclin du vitalisme
Le déclin du vitalisme scientifique connaît deux grands tournants :
Tout d'abord, en 1828, Friedrich Wöhler effectue accidentellement une synthèse de l'urée, composé spécifiquement organique. Fondatrice pour la chimie organique, cette expérience fortuite est aussi un coup dur pour le vitalisme : un composé propre à la vie a pu être « créé » dans un laboratoire de chimie, ce qui est un indice fort en faveur du mécanisme.
Ensuite, les expériences de Louis Pasteur sur les microbes et la génération spontanée constituent une étape vers l'abandon du vitalisme scientifique. En effet, un des faits auxquels se reportaient les vitalistes d'alors était qu'en remplissant un pot de farine, puis en le scellant hermétiquement, on voyait apparaître après quelques semaines ou quelques mois de petits vers de farine (Tenebrio molitor). Ils croyaient ainsi pouvoir affirmer que la vie était générée spontanément et qu'elle découlait donc d'un principe générateur propre, qu'il existait une force vitale. Pasteur a montré que ces phénomènes considérés comme relevant de la génération spontanée étaient en réalité dus à la présence de larves microscopiques dans la farine avant même l'insertion de celle-ci dans les pots.
Mais la théorie subsiste jusqu'à la fin du siècle sous une forme plus faible : même si la chimie ordinaire explique la formation des molécules organiques, c'est la force vitale qui expliquerait leur agencement complexe caractéristique des êtres vivants. Une telle théorie implique la possibilité d'une véritable génération spontanée, par application de la « force vitale » à un milieu propice.

## Vitalisme et philosophie contemporaine

### Le vitalisme bergsonien
Dans L'Évolution créatrice (1907), Henri Bergson adopte une position philosophique vitaliste qui se veut compatible avec les découvertes scientifiques de son temps. Il fonde l'idée que la vie est « la liberté s'insérant dans la nécessité pour la tourner à son profit ». Il développe notamment le concept d'élan vital :

« Mais les causes vraies et profondes de division (du vivant) étaient celles que la vie portait en elle. Car la vie est tendance, et l'essence d'une tendance est de se développer en forme de gerbe, créant, par le seul fait de sa croissance, des directions divergentes entre lesquelles elle partagera son élan. »

Il ne s'agit pas de voir dans l'élan vital un retour aux principes obscurs du vitalisme. Il fallait néanmoins un terme qui échappât aux deux principaux modes d'explication du vivant : le mécanisme et le finalisme. Bergson s'en explique dans L'Évolution créatrice : « c'est dire qu'on verra dans l'évolution tout autre chose qu'une série d'adaptations aux circonstances, comme le prétend le mécanisme, tout autre chose aussi que la réalisation d'un plan d'ensemble, comme le voudrait la doctrine de la finalité ».

### Postérité du vitalisme: les sciences et la philosophie
Le vitalisme a mauvaise réputation auprès de nombreux biologistes modernes qui l'identifient à une introduction en contrebande de l'anthropomorphisme et du finalisme dans l'explication physico-chimique de la vie. Ainsi, le biochimiste Jacques Monod, notamment, l'a critiqué dans son ouvrage Le hasard et la nécessité (1970) en s'appuyant sur les avancées de la génétique et de la biologie moléculaire. Dans le même chapitre, il qualifie d'ailleurs le vitalisme de Bergson de « vitalisme métaphysique » aux consonances poétiques. Selon Monod, le maintien des thèses vitalistes est une émanation du scepticisme à l'égard des sciences, de leur travail de réduction de l'homme aux lois de la nature qui rend, d'une certaine manière, caduque la morale et ses valeurs spirituelles prétendument absolues. Mais il s'agirait également d'un besoin pour l'équilibre psychique de l'homme : « Nous nous voulons nécessaires, inévitables, ordonnés de tout temps. Toutes les religions, presque toutes les philosophies, une partie même de la science, témoignent de l'inlassable, héroïque effort de l'humanité niant désespérément sa propre contingence ».
Ce regard de la science sur le vitalisme est sévère et pourtant, à en croire Georges Canguilhem, le vitalisme serait, en tant que position de principe, quasi irréfutable. Il incarne à ce titre la « confiance […] dans la vitalité de la vie » et « la méfiance permanente de la vie devant la mécanisation de la vie ». Le vitalisme médical de l'école de Montpellier serait ainsi « l'expression d'une méfiance, faut-il dire instinctive, à l'égard du pouvoir de la technique sur la vie ».
Si peu de biologistes actuels se disent « vitalistes », un certain nombre de philosophes contemporains – comme Georges Canguilhem ou Hans Jonas – se réclament encore de cette doctrine.
Quant à Gilles Deleuze, il écrira dans Pourparlers :

« un artiste ne peut pas se contenter d'une vie épuisée, ni d'une vie personnelle. On n'écrit pas avec son moi, sa mémoire et ses maladies. Dans l'acte d'écrire, il y a la tentative de faire de la vie quelque chose de plus que personnel, de libérer la vie de ce qui l'emprisonne. […] Il y a un lien profond entre les signes, l'événement, la vie, le vitalisme. C'est la puissance de la vie non organique, celle qu'il peut y avoir dans une ligne de dessin, d'écriture ou de musique. Ce sont les organismes qui meurent, pas la vie. Il n'y a pas d'œuvre qui n'indique une issue à la vie, qui ne trace un chemin entre les pavés. Tout ce que j'ai écrit était vitaliste, du moins je l'espère… »

## New Age
Dans le New Age, Dieu est la force vitale ou âme du monde. La divinité est présente dans tout être, selon une progression allant « du cristal le plus infime du règne minéral au Dieu galactique dont nous ne pouvons rien dire, sinon qu'il ne s'agit pas d'un homme mais d'une Grande Conscience ».

### Source
- Michel Blay (sous la dir. de), Grand Dictionnaire de la philosophie, Paris, Larousse/Éditions du CNRS